# Ptychopseustis impar
Ptychopseustis impar là một loài bướm đêm trong họ Crambidae.